# Molí fariner de Can Pedrosa
L'antic molí fariner de Can Padrosa és un monument arquitectònic del municipi de Sant Just Desvern (Baix Llobregat) que forma part de l'Inventari del Patrimoni Arquitectònic de Catalunya.

## Descripció
És un molí fariner hidràulic que conserva gairebé tota l'estructura original. A la part superior hi ha part de la bassa soterrada. Conserva la totalitat del cup, la volta sencera del carcabà amb les canalitzacions internes i externes. No es conserven les pederes dels rodets del molí. El portal d'entrada a la façana nord, té un arc gòtic apuntat.

## Història
En terrenys propietat de la masia de Can Padrosa es va edificar al segle xiv un molí fariner de bassa, que captava l'aigua de la riera. L'aigua passava per un cup (pou) i movia el rodet del molí. D'aquesta manera els pagesos molien el blat per fer farina. La primera referència documental sobre el molí la trobem el 1306, any de construcció, però el molí canvià de mans constantment. Els propietaris útils o usuaris eren els santjustencs Ferrer Moragues i Arnau d'Horta. A aquest mateix 1306 el senyor feudal, Guillem Durfort, era el propietari directe del molí.
El 1311 el senyor feudal ho va vendre a un mercader de Barcelona, Guerau Trilla, i el 1347 el molí apareix en un document de la catedral de Barcelona, citat com a molí mitjà, el que fa pensar en l'existència d'altres dos molins, propietat de Bonanat Teixidor. El molí va deixar de funcionar aviat i no se'n va parlar fins al 1651, amb motiu de l'enterrament a la bassa del molí de tres morts de pesta que després en van ser retirats.
A mitjan segle xvii el molí va deixar de funcionar. Sembla que jo no hi havia prou cabal a la riera —avui seca–ja per fer tornar-lo. A partir dels anys 60 del segle xx va servir de garatge d'una excavadora, i fins i tot d'abocador de runes. L'any 1986 l'Ajuntament de Sant Just Desvern va adquirir els terrenys i el 1987 les restes es van incloure al Catàleg del Patrimoni Històric i Artístic Local. Tota la sala de les moles va quedar totalment coberta de terres i runes. Ja el 1986 un grup d'historiadors locals va presentar a l'ajuntament un dossier per a protegir i recuperar aquest edifici. Va trigar fins a l'any 2001 que l'Ajuntament finalement va redescobrir el molí, i va començar un projecte de restauració per adequar-lo i fer-lo accessible, que es va acabar l'abril de 2003.